# Ange Auguste Joseph de Laborde de Boutervilliers
Ange Auguste Joseph de Laborde de Boutervilliers est un navigateur français né le 7 juillet 1766 à Paris et décédé le 13 juillet 1786 à la Baie des Français, Lituya (Alaska), membre de l'expédition de Lapérouse (1er août 1785 - 13 juillet 1786).

## Biographie
Son père était le très riche banquier de la Cour, Jean-Joseph de Laborde, fermier général de 1759 à 1768, et constitue une figure de premier plan dans les milieux financiers, politiques et mondains à la fin du XVIIIe siècle, par sa fortune mais aussi par l'usage qu'il en fait: ses actes de bienfaisance sont célèbres, tout autant que la générosité de son accueil, le luxe et le goût de sa maison.
En août 1785, il prend la mer dans la grande expédition scientifique qui doit explorer l'océan Pacifique sous les ordres de La Pérouse. Le 13 juillet 1786, il se noie dans le naufrage de deux chaloupes emportées par des courants violents dans la baie des Français.